# Roer (departament)
Departamentul Roer (franceză Département de la Roer) a fost un departament al Franței din perioada revoluției și a primului Imperiu. 
Departamentul a fost format în urma ocupării de către trupele revoluționare franceze a malului vestic al Rinului în 1794. În 1795 este încheiată Pacea de la Basel care pune capăt războiului contra Primei Coaliții iar pe malul vestic al Rinului este organizată o republică soră a Republicii Franceze, Republica Cisrenană. Această republică are o existență efemeră, fiind dizolvată în 1802, în același timp teritoriul fiind organizat sub forma a 4 departamente printre care și Roer, departamente ce au fost incorporate în mod formal în Republica Franceză în 1801. 
Departamentul este numit după denumirea franceză a râului Rur și este situat între văile Rinului și râului Meuse, în regiunea orașului Köln (Malul stâng al Rinului). Reședința era orașul Aachen, cunoscut în franceză ca Aix-la-Chapelle. Departamentul este divizat în 4 arondismente și 40 cantoane astfel:
- arondismentul Aachen, cantoanele: Aachen, Burtscheid, Düren, Eschweiler, Froitzheim, Geilenkirchen, Gemünd, Heinsberg, Linnich, Monschau și Sittard.
- arondismentul Kleve, cantoanele: Kleve, Geldern, Goch, Horst, Kalkar, Kranenburg, Wankum, Wesel și Xanten.
- arondismentul Krefeld, cantoanele: Krefeld, Bracht, Erkelenz, Kempen, Moers, Neersen, Neuss, Odenkirchen, Rheinberg, Uerdingen, Viersen
- arondismentul Köln, cantoanele: Köln, Bergheim, Brühl, Dormagen, Elsen, Jülich, Kerpen, Lechenich, Weiden și Zülpich.

În urma înfrângerii lui Napoleon la Waterloo, teritoriul este divizat între Regatul Prusiei, provincia Jülich-Cleves-Berg, și Regatul Unit al Țărilor de Jos (Provincia Limburg). 